# Gertrudiskerk (Nijmegen)
De Gertrudiskerk van Nijmegen was, volgens de overlevering, een vroegmiddeleeuwse parochiekerk. De kerk was gewijd aan de heilige Gertrudis van Nijvel, of mogelijk aan de martelaar Stefanus.  Over het algemeen neemt men aan dat dit de allereerste parochiekerk in de Nijmeegse geschiedenis was. 
De kerk stond vanaf het eind van de 7e tot en met het midden van de 13e eeuw ergens aan het Valkhof. De meest waarschijnlijke locatie lijkt de plek van de – later aangelegde – Voerweg, nabij Kelfkensbos (gemeentesecretaris Herman van Schevichaven ging hiervan uit).

## Geschiedenis
De Gertrudiskerk moet zijn gebouwd aan het eind van de 7e of het begin van de 8e eeuw. Dit is de tijd dat de Merovingen het gebied in en rond Nijmegen in handen hadden gekregen, na het definitieve vertrek van de Romeinen enkele eeuwen daarvoor. Als exact bouwjaar is door Johannes Smetius en Johannes in de Betouw 692 genoemd; hun argumentatie hiervoor is niet duidelijk. Historicus Piet Leupen dateert in het Bronnenboek van Nijmegen (1981) de bouw nog iets eerder, al in het eerste kwart van de 7e eeuw. 
Het bouwen van de kerk wordt algemeen in verband gebracht met de kersteningscampagne van bisschop Kunibert van Keulen Deze campagne moet ook Utrecht bereikt hebben. 
Er is geen schriftelijke overlevering over de Gertrudiskerk voorhanden uit de tijd van de stichting zelf, noch van de eerste paar eeuwen daarna; de oudste bekende vermelding is pas afkomstig van de 15e-eeuwse kanunnik en chroniqueur Willem van Berchen (zie onder). Wel moet er in ongeveer dezelfde tijd – de 7e-8e eeuw – een kerk in Utrecht zijn geweest, die door koning Dagobert I aan de hiervoor genoemde bisschop Kunibert was geschonken. Dit laatste lijkt erop te wijzen dat de invloed van het aartsbisdom Keulen in deze tijd ver naar het westen reikte. In dat geval wordt het ook aannemelijker dat er een vergelijkbare kerk in het vroegmiddeleeuwse Nijmegen stond.
De Valkhofpalts, de palts die Karel de Grote naar verluidt omstreeks 770 op het Valkhof liet bouwen, moet zich nabij de Gertrudiskerk hebben bevonden. Het lijkt in het licht daarvan aannemelijk dat de Gertrudiskerk dienst deed als parochiekerk van deze palts. 
Mogelijk was de Gertrudiskerk in eerste instantie een eigenkerk van de koning of bisschop.
De kerk zelf moet een vrij bescheiden zaalkerk van steen of hout zijn geweest.
Naast de kerk moet een (eenvoudige) school hebben gestaan. De Latijnse School, die eeuwen later aan het Sint-Stevenskerkhof in het Nijmeegse centrum is gebouwd, zou dan feitelijk een voortzetting van deze eerdere school zijn.

### Afbraak (1254)
De Gertrudiskerk moet omstreeks 1254 zijn afgebroken,  op last van graaf Otto II. Zeven jaar daarvoor was de hele stad Nijmegen door koning Willem II van Holland in pand gegeven aan de graaf. De Gertrudiskerk werd nu vervangen door een kerk die in het echte centrum van de stad stond in plaats van aan de rand: de Stevenskerk, die nog altijd bestaat. 
De afbraak van de kerk aan het Valkhof zou om meerdere, vooral strategische redenen zijn gebeurd. Omstreeks 1247 waren rond Nijmegen de eerste stadsmuren opgetrokken, waarbij de kerk zou buiten deze muren kwam te liggen. Voor de parochianen zou dit gedurende oorlogstijden te veel risico hebben opgeleverd. Met het verdwijnen van de Gertrudiskerk kon anderzijds de aldaar in 1155 voltooide burcht verder uitgebreid en versterkt worden, zodat de stad als geheel beter verdedigbaar was. Daarnaast speelde er nog een belangrijke culturele factor: op deze manier konden, op twee verschillende plekken in de groeiende stad, het bestuurlijke centrum (het Valkhof) en het religieuze centrum (de echte stadskern) elkaar als het ware in evenwicht houden.

### Vervangende kapel
Naast de Gertrudiskerk lag het Oude Kerkhof. Op deze plek is, nadat de kerk zelf was verdwenen, ter vervanging de Gertrudiskapel gebouwd; deze kapel is in 1579 weer afgebroken ten behoeve van het verder versterken van de stadswallen. Hiervan zijn later wel archeologische resten teruggevonden.

## Overgeleverd materiaal/het ontbreken hiervan
Van deze kerk wordt gewag gemaakt door Van Berchen in diens Gelderse kroniek, die omstreeks 1473 moet zijn geschreven. Later zijn onder meer Smetius en De Betouw hierin meegegaan.
Van de kerk zelf is echter geen enkele duidelijke afbeelding (bijvoorbeeld in de vorm van een tekening of gravure) bewaard gebleven, noch is er ook maar een enkele plattegrond overgeleverd uit de betreffende tijd zelf; pogingen tot visuele reconstructie van de stad uit deze tijd inclusief de Gertrudiskerk zijn pas veel later gedaan, door bijv. de stadsarchivaris Friedrich Gorissen in diens  Stede-Atlas van Nijmegen.

## Vermeende ontdekte restanten
Tot op heden zijn er geen archeologische relicten teruggevonden waarvan met zekerheid is vastgesteld dat het overblijfselen van de Gertrudiskerk betrof. 
In 1997 – ten tijde van de aanbouw van het Valkhof Museum – stuitte men bij archeologisch onderzoek van de bodem op restanten van muren, waarvan aanvankelijk werd gedacht dat het de kelder van een pastorie was. Deze pastorie zou dan aan de Gertrudiskerk kunnen hebben toebehoord. Later werd dit idee bijgesteld en concludeerde men dat het hier om een stuk oude stadsmuur ging, dan wel om natuursteen uit de Romeinse tijd. Omstreeks 2015 werd de nieuwe conclusie getrokken dat het toch ging om een kelder, die echter al in de 11e eeuw in brand werd gestoken, en zodoende niet bij de Gertrudiskerk kan hebben gehoord. De brandstichting zelf zou verband kunnen houden met de opstand tegen keizer Hendrik III onder Godfried II van Opper-Lotharingen in 1047.

## Gertrudis of Stefanus?
Enkele bronnen melden dat de oorspronkelijke kerk aan het Valkhof, net als de huidige Stevenskerk, ook al aan de heilige Stefanus was gewijd, en dus niet aan Gertrudis. De Stevenskerk die nog altijd in het Nijmeegse centrum staat, zou dan feitelijk vooral een herbouw van de vroegere Valkhofkerk zijn. Veruit de meeste bronnen gaan daarentegen uit van de andere mogelijkheid.